# Carlo Scipioni
Carlo Scipioni (Roma, 5 giugno 1971) è un doppiatore e direttore del doppiaggio italiano. È il figlio dell'attore e doppiatore Bruno Scipioni.

## Doppiaggio

### Film
- Sean Gunn in Guardiani della Galassia, Guardiani della Galassia Vol. 2, Thor: Love and Thunder, Guardiani della Galassia Vol. 3
- Daniel Cudmore in X-Men 2, X-Men - Conflitto finale
- Corey Stoll in Ant-Man, West Side Story, Ant-Man and the Wasp: Quantumania
- Win Morisaki in Ready Player One
- Jai Courtney in Terminator Genisys
- Greg Grunberg in Star Trek Beyond
- Derek Luke in Captain America - Il primo Vendicatore
- Jamie Kaler in La neve nel cuore
- Diego Adonye in Gemini Man
- Jason Flemyng in X-Men - L'inizio
- Numan Acar in Aladdin
- Nate Parker in Non-Stop
- William Mapother in Mission: Impossible 2
- Ian Hughes in Il Signore degli Anelli - Il ritorno del re
- Igor' Žižikin in Indiana Jones e il regno del teschio di cristallo
- Ian Shaw in The Contract
- Alex Castillo e Teagle F. Bougere in Una notte al museo
- Rob Brown in Stop-Loss
- Oliver Stokowski in Storia di una ladra di libri
- Steve Bastoni in The Water Diviner
- Daniel Frederiksen in Ghost Rider
- Andrés Gertrúdix in The Orphanage
- Markus Schleinzer in Il rapinatore
- Joseph Fiennes in Hercules - Il guerriero
- Juanes in Pimpinero - Morte e contrabbando
- Valentin Vasilescu in Ceneri alle ceneri - Pumpkinhead 3
- John Diehl in Stripes - Un plotone di svitati
- Milko Lazaro in Glory - Non c'è tempo per gli onesti
- Common in Hunter Killer - Caccia negli abissi
- Daniel Bernhardt in Birds of Prey e la fantasmagorica rinascita di Harley Quinn
- Cedric Sanders in Ambulance
- Deon Cole in You People
- Kevin Durand ne Il regno del pianeta delle scimmie
- Billy Campbell in So cosa hai fatto

### Serie televisive
- John Krasinski in Jack Ryan
- Andy Buckley in The Office
- Toby Stephens in Lost in Space
- Gabriel Salvador in The Mentalist
- Sean Gunn in Una mamma per amica
- Michael Mosley in Kidnapped
- Babou Ceesay in A.D. - La Bibbia continua
- Ethan Embry in C'era una volta
- Pancho Demmings in NCIS - Unità anticrimine
- Dexter Fletcher in Band of Brothers - Fratelli al fronte
- Inny Clemons in Giudice Amy
- Joshua Leonard in CSI: Miami
- Kevin Derr in CSI: NY
- Ben Murray in American Dreams
- Byron ne Il banco dei pugni
- Robert Ashenoff Jr. in Rimozione forzata
- Michael Kinney in Degrassi: The Next Generation
- Keiron Self in My Family
- Josh Stamberg in WandaVision
- Geoff Stults in Cowboy Bebop
- Common in Silo
- Michael Wildman in Baby Reindeer
- Ryan Mah in Morte e altri dettagli
- Marcelo Xicarts in L'eternauta
- Jonathan Higginbotham in The Walking Dead: Dead City
- Alan McNamara in Mercoledì

### Film TV
- Sean Gunn in Guardiani della Galassia Holiday Special

### Film d'animazione
- Il Filmmaker #1 in Surf's Up - I re delle onde
- Koichi in Ponyo sulla scogliera
- Pietro in Le avventure del topino Despereaux
- Bravo in Planes
- Lo Smemoratore Bobby in Inside Out e in Inside Out 2
- Norman in Sing e Sing 2 - Sempre più forte
- Strange in Hulk - Nella terra dei mostri
- Butcher Boy in Ralph spacca Internet
- Il Comandante Goon ne Il piccolo yeti
- Gabbiano #4 in SpongeBob - Fuori dall'acqua
- Mike Rochip/Techno-Pirate in Miraculous World: New York - Eroi Uniti
- Orso Bianco in Siamo solo orsi - Il film[1]
- Azul in Barbie principessa dell'isola perduta

### Serie animate
- Barbados Slim (st. 4), Roberto (st. 4), LRRR e Bolt Rollands (Secondo film), Agente Smitty (ep. 3x09), Sal (st. 8+) e altri personaggi in Futurama.[2]
- Dottor Strange in Ultimate Spider-Man, Avengers Assemble, Marvel Super Hero Adventures, Il vostro amichevole Spider-Man di quartiere
- Crimson il mentone (1ª voce) in Due fantagenitori[3]
- Prof. Dementor in Kim Possible
- Muck (2ª voce) in Bob aggiustatutto
- Reg in Rubbadubbers
- Persona in Gakuen Alice
- Antonio Lopez / Rock Bison in Tiger & Bunny
- Brafilius in  Winx Club
- Windsor Gorilla in  Quella scimmia del mio amico
- Orso Bianco in We Bare Bears - Siamo solo orsi
- Alton Kastle in Star Wars Rebels
- Hirokazu Ukita in Death Note[4]
- Irius Bolbok in Arcane
- Bob Skylum in Moonrise
- Voce addizionale in Onimusha
- Pavel in Leviathan

### Videogiochi
- Reporter in G-Force - Superspie in missione[5] (2009)
- Altre voci in Cyberpunk 2077[6] (2020)
- Bruce Wayne / Batman in Gotham Knights[7] (2022)